# Phrissoma terricolum
Phrissoma terricolum är en skalbaggsart som beskrevs av Thomson 1865. Phrissoma terricolum ingår i släktet Phrissoma och familjen långhorningar. Inga underarter finns listade i Catalogue of Life.